# بنارود
بنارود، روستایی است از توابع بخش مرکزی شهرستان طارم در استان زنجان ایران.

## جمعیت
این روستا در دهستان درام قرار داشته و براساس سرشماری سال ۱۳۸۵جمعیت آن ۲۵نفر (۸خانوار) بوده‌است.